# Жан Дижарден
Жан Дижарден (фр. Jean Dujardin, /ʒɑ̃ dy.ʒaʁ.dɛ̃/ⓘ; Руеј Малмезон, 19. јун 1972) француски је глумац који је каријеру започео 2002. године. Добио је Оскара за најбољег главног глумца за улогу у филму Уметник.

## Филмографија
| Улоге Жана Дижардена |                   |               |               | |
| Година               | Српски назив      | Изворни назив | Улога         | Напомена |
| 2011.                | Уметник           |               | Џорџ Валентин | Оскар за најбољег глумца у главној улози Награда BAFTA за најбољег глумца у главној улози Златни глобус за најбољег глумца у играном филму (мјузикл или комедија) Награда Удружења филмских глумаца за најбољег глумца у главној улози номинован — Награда Цезар за најбољег главног глумца |
| 2013.                | Вук са Вол Стрита |               | Жан-Жак Сорел | |